# Seidengewichtspfund
Das Seidengewichtspfund, oder in England mit Königsgewicht bezeichnet, war eine Masseneinheit (Gewichtsmaß).
- türkisch Morea (Peloponnes/Patras): 1 Seidengewichtspfund = 15 Unzen = 499,465 Gramm
- London: 1 Seidengewichtspfund = 24 Unzen = 1,5 Pfund (Avoirdupois)
- Lucca: 1 Seidengewichtspfund = 0,3335928 Kilogramm